# Joseph C. Hafele
Joseph Carl Hafele (né le 25 juillet 1933 à Peoria dans l'Illinois - mort le 15 novembre 2014 à Loveland dans le Colorado) est un physicien américain. Il a travaillé dans le domaine de la physique nucléaire et de la relativité générale. On lui doit notamment l'expérience de Hafele-Keating qui en 1971 a permis de tester la dilatation relativiste des durées en présence d'un champ gravitationnel.

## Biographie
Joseph Hafele a suivi ses études universitaires à l'université de l'Illinois à Urbana-Champaign, de 1959 à 1964. Après un post-doctorat à Los Alamos (Nouveau-Mexique), dans le domaine de la physique nucléaire, il devient « assistant professor » à l'université de Washington à Saint Louis (Missouri), de 1966 à 1972.